# Satrapodes
Satrapodes is een geslacht van vlinders van de familie uilen (Noctuidae), uit de onderfamilie Hadeninae.

## Soorten
- S. dosca Dyar, 1912
- S. mina Schaus, 1894